# John Jones (collectionneur)
Pour les articles homonymes, voir John Jones et Jones.
John Jones, né en 1798 ou 1799, mort le 7 janvier 1882, est un collectionneur d'objets d'art. Il légua sa collection au South Kensington Museum, l'actuel Victoria and Albert Museum, lui permettant de constituer un important ensemble d'arts décoratifs français.

## Biographie
Jones est né dans le Middlesex, vers 1798-1799. Il s'établit à Londres, devint tailleur et fournisseur aux armées. Retiré de ses activités en 1850, il se consacra à constituer une importante collection d'objets d'art, essentiellement français, qu'il exposa dans sa maison de Piccadilly. Il légua sa collection au  South Kensington Museum. Elle comptait 1034 objets, dont 105 toiles, 137 miniatures, 147 porcelaines, 52 pièces d'orfèvrerie, 135 meubles, 109 sculptures et 313 estampes. Elle comprenait notamment des pièces des principaux ébénistes français du XVIIIe siècle : Jean-François Oeben, Martin Carlin, Jean-François Leleu, Jean-Henri Riesener, etc. Sa bibliothèque comptait environ 780 ouvrages.